# Parafia św. Stanisława Biskupa i Męczennika w Góralicach
Parafia pw. św. Stanisława Biskupa i Męczennika w Góralicach – parafia rzymskokatolicka, należąca do dekanatu Chojna, archidiecezji szczecińsko-kamieńskiej, metropolii szczecińsko-kamieńskiej. W parafii posługują księża diecezjalni, jej proboszczem jest ks. Wojciech Kois.

## Miejsca święte

### Kościół parafialny
Kościół pw. św. Stanisława Biskupa i Męczennika w Góralicach

### Kościoły filialne i kaplice
- Kościół pw. Matki Bożej Różańcowej w Dobropolu[1]
- Kościół pw. Najświętszego Serca Pana Jezusa w Stołecznej[1]